# Elements Garden
Elements Garden(엘레멘츠 가든)은 일본의 음악 그룹으로, 과거 feel sound의 새 이름이다.
2002년 7월 feel sound를 결성해 애니메이션이나 게임의 주제가, BGM 등을 제작하다가 2004년 6월 활동 중단을 선언했다. 그 뒤 Elements Garden이라는 이름으로 다시 활동을 시작했다.
특이한 점은 다른 음악 제작 그룹과는 달리 작곡가들로만 이루어져 있고, I've Sound처럼 소속 가수는 없다. 참여 가수 중에 란티스 소속 가수들이 많은 편이다.

## 스탭
- 아게마츠 노리야스(上松範康) : 대표 이사, 작·편곡 담당. 다양한 스타일의 음악을 제작. 특히 현악기 어레인지에는 정평이 나 있다. 아르페 연주자 아게마츠 미카의 친오빠이다.
- 후지타 쥰페이(藤田淳平) : 작·편곡 담당. 락 기타 사운드나, 디지털 사운드가 특기. 멤버 내에서 유일하게 엔지니어링, 머니퓰레이터(manipulator)의 경험이 있다.
- 후지마 히토시(藤間仁) : 작·편곡 담당. 팝을 중심으로 어쿠스틱 곡으로부터 여러 가지 스타일의 음악을 제작. 남미 유학의 경험이 있어, 자신의 악곡 안에도 그것을 살린 정열적인 기타 어레인지를 넣는 일이 있다. 아내는 아게마츠 미카이다.
- 키쿠타 다이스케(菊田大介) : 작·편곡 담당. 경쾌한 팝과 테크노 스타일의 음악을 제작한다.
- 나카야마 마사토(中山眞斗) : 2007년부터 활동을 시작한 신인 작곡가. 작사나 기타도 담당한다.
- 이가라시 마나부(五十嵐學) : 별명은 「이가라시」이다.
- 나카이 야스토모(中井康智) : 2005년부터 참가, 2006년 7월 31일에 탈퇴.
- 모리 하루키(母里治樹) : 2009년부터 참가, 신인 작곡가.
- Evan Call : 2012년부터 참가, 버클리 음악 대학을 졸업한 미국인. 오케스트라 느낌의 곡을 만드는것에 능숙하다.

## 참여 가수
- 미즈키 나나
- 사토 히로미
- YURIA
- NANA
- KIRIKO
- KAKO
- 쿠리바야시 미나미
- MAKO
- monet
- 사카키바라 유이
- Riryka
- Rita
- Suara
- 야다 미코
- 카타키리 렛카
- 하시모토 미유키
- 토미타 마호
- 치하라 미노리
- 모쿠렌
- 페이란
- savage genius
- JAM Project
- KOTOKO＆사토 히로미
- 아오이 쇼타

## 음반

### feel sound

#### 싱글
- born

#### 앨범
- flower
- feel so good!!#001
- feel so good!!#002

### Elements Garden

#### 앨범
- Elements Garden